# River Cess (county)
River Cess is een aan de kust gelegen county van Liberia. Anno 2007 werd het bevolkingsaantal geschat op 55.000. De county heeft een oppervlakte van bijna 4400 vierkante kilometer. De hoofdplaats is Cesstos City.

## Geschiedenis
Op 19 februari 1955 werd River Cess als territorium gecreëerd van de county Grand Bassa. In 1985 werd River Cess gepromoveerd tot County wat een effectieve afscheiding van Grand Bassa betekende.

## Grenzen
Als kustcounty heeft River Cess een zeegrens:
- Met de Atlantische Oceaan in het zuidwesten.

River Cess heeft ook grenzen met drie andere county's:
- Met Grand Bassa in het noorden en het westen.
- Met Nimba in het oosten.
- Met Sinoe in het zuidoosten.

## Districten
De county bestaat uit twee districten:
- Morweh
- Timbo

Bomi · Bong · Gbarpolu · Grand Bassa · Grand Cape Mount · Grand Gedeh · Grand Kru · Lofa · Margibi · Maryland · Montserrado · Nimba · River Cess · River Gee · Sinoe